# Nicolaj Agger
Nicolaj Moesgaard Agger (* 23. Oktober 1988 in Hvidovre, Dänemark) ist ein dänischer ehemaliger Fußballspieler.

## Karriere

### Verein
Nicolaj Agger spielt seit der Jugend für Brøndby IF. Im Januar 2006 kam er von der Jugend in die zweite Mannschaft. Im Sommer 2007 kam er in die Profimannschaft des Vereins. Sein Profidebüt gab er allerdings fast zwei Jahre später. Im Spiel der dänischen Superliga gegen Aalborg BK (2:0) wurde Agger in der 84. Minute für Ousman Jallow eingewechselt. In der Saison 2009/10 spielte er die ersten zwei Spiele für Brøndby IF, wurde aber dann an den Ligakonkurrenten Sønderjysk Elitesport ausgeliehen. Aber nach nur einem halben Jahr ging er wieder nach Brøndby zurück. Im August 2012 unterschrieb Agger einen 3-Jahres-Vertrag beim dänischen Zweitligisten Vejle BK.

### Nationalmannschaft
Am 3. August 2004 stand Nicolaj Agger erstmals für die U-17 Dänemarks auf dem Platz. Bei der überraschenden 0:1-Niederlage gegen die Färöer-Inseln stand Agger in der Anfangself. Sein letztes Spiel für die U-17 machte Agger am 2. April 2005 beim 1:2 gegen die Schweiz.
Am 9. Februar 2006 machte Nicolaj Agger sein erstes U-18 Länderspiel für Dänemark. Allerdings sollte es auch sein einziges bleiben. Nur sieben Monate später machte Agger sein Debüt für die U-19 Nationalmannschaft Dänemarks, als er gegen Portugal in der Startaufstellung stand.
Beim 3:2 steuerte er einen Treffer bei. Sein letzter Einsatz für die U-19 machte er beim 3:2 gegen Tschechien am 7. Februar 2007.
Am 28. Mai 2008 machte Agger sein erstes Spiel für die U-21 Dänemarks, als er beim 0:4 gegen die U21 aus Deutschland in der 86. Minute für Jesper Lange eingewechselt wurde.

## Privates
Nicolaj Agger ist der Vetter von Daniel Agger.